# リチャード・ローティ
リチャード・マッケイ・ローティ（英: Richard McKay Rorty、1931年10月4日 - 2007年6月8日）は、アメリカの哲学者で思想史家である。シカゴ大学とイェール大学で教育を受け、ローティの学術経歴にはプリンストン大学のスチュアート哲学教授、バージニア大学のキーナン人文学教授、スタンフォード大学の比較文学教授としての任命が含まれる。彼の最も影響力のある著書には『哲学と自然の鏡』（1979年）、『プラグマティズムの帰結』（1982年）、『偶然性・アイロニー・連帯』（1989年）がある。
ローティは、外界の対象の正しい内的表象が知識の必要条件であるという長年保持されてきた考えを否定した。代わりにローティは、知識は「内的」で「言語的」な事柄であり、知識は我々自身の言語にのみ関係すると主張した。ローティは言語は一時的で歴史的な語彙で構成されていると論じ、「語彙は人間によって作られるのだから、真理も人間によって作られる」と結論付けた。これらの議論の受容は、ローティが「アイロニズム」と呼ぶものにつながる。これは人々が自分たちの知識が歴史上の時間と場所に依存していることを完全に認識し、それゆえに自分たちの信念から幾分か超然としている心的状態である。しかし、ローティはまた「信念は、その信念が偶然的な歴史的状況以外の何物にも起因しないことを十分に認識している人々の間でも、行動を規制し、死に値すると考えられ得る」とも論じている。

## 経歴
リチャード・ローティは1931年10月4日、ニューヨーク市で生まれた。両親のジェームズとウィニフレッド・ローティは活動家、作家、社会民主主義者だった。母方の祖父のウォルター・ラウシェンブッシュは20世紀初頭の社会的福音運動の中心的人物だった。
彼の父は後年に2度の精神的な崩壊を経験した。1960年代初頭の2度目の崩壊はより深刻で、「神的予知の主張を含んでいた」。その結果、リチャード・ローティは10代でうつ病に陥り、1962年に強迫神経症のために6年間の精神分析を開始した。ローティは短い自伝『トロツキーと野生のラン』で、ニュージャージー州の田舎のランの美しさと、美的な美と社会正義を結合させたいという彼の願望について書いている。彼の同僚のユルゲン・ハーバーマスのローティへの追悼文は、ローティの幼少期の経験が、「ランの天上の美とトロツキーの地上の正義の夢の調和」という哲学のビジョンに導いたことを指摘している。ハーバーマスはローティをアイロニストとして描写している：「アイロニストであるローティにとって神聖なものは何もない。人生の終わりに「聖なるもの」について質問されたとき、この厳格な無神論者は若きヘーゲルを思わせる言葉で答えた：「私の聖なるものの感覚は、いつの日か私の遠い子孫たちが、愛がほとんど唯一の法である地球規模の文明の中で生きるだろうという希望と結びついている」」。
ローティは15歳になる直前にシカゴ大学に入学し、そこで（リチャード・マッキオンの下で学び）哲学の学士号と修士号を取得し、イェール大学で哲学の博士号（1952年-1956年）を取得した。彼は同じ学者のアメリー・オクセンバーグ（ハーバード大学教授）と結婚し、1954年に息子のジェイ・ローティをもうけた。アメリカ陸軍で2年間勤務した後、1961年まで3年間ウェルズリー大学で教鞭をとった。ローティは妻と離婚し、1972年にスタンフォード大学の生命倫理学者であるメアリー・ヴァーニーと再婚した。彼らにはケビンとパトリシア（現在のマックス）という2人の子供がいた。リチャード・ローティが「厳格な無神論者」（ハーバーマス） であったのに対し、メアリー・ヴァーニー・ローティは実践的なモルモン教徒だった。
ローティは21年間プリンストン大学の哲学教授を務めた。1981年、彼は最初の授賞年に「天才助成金」として知られるマッカーサー・フェローシップを受賞し、1982年にバージニア大学のキーナン人文学教授となり、特に英語学部の同僚や学生と密接に協力した。1998年、ローティはスタンフォード大学の比較文学教授（および哲学の客員教授）となり、そこで残りの学術生活を過ごした。この期間、彼は特に人気があり、自身を「流行の研究の一時的教授」として任命されたと冗談を言ったこともある。
ローティの博士論文『可能性の概念』は、ポール・ワイスの指導の下で完成された概念の歴史的研究だったが、彼の最初の著書（編者として）である『言語論的転回』（1967年）は、分析哲学における言語論的転回に関する古典的な論文を集めた、当時支配的だった分析的なスタイルに忠実なものだった。しかし、彼は徐々にプラグマティズムとして知られるアメリカの哲学運動、特にジョン・デューイの著作に親しむようになった。ウィラード・ヴァン・オーマン・クワインやウィルフリド・セラーズのような分析哲学者たちによってなされた注目すべき研究は、彼の思考に重要な変化をもたらし、それは次の著書『哲学と自然の鏡』（1979年）に反映された。
プラグマティストたちは一般に、命題の意味はその言語的実践における使用によって決定されると考える。ローティは、真理やその他の事項に関するプラグマティズムを、ウィトゲンシュタインの後期の言語哲学と組み合わせた。この哲学は、意味は社会言語的な産物であり、文は対応関係において世界と「結びつく」ことはないと宣言する。ローティは『偶然性・アイロニー・連帯』（1989年）で次のように書いている：
真理は外部にあることはできない―人間の心から独立して存在することはできない―なぜなら文はそのように存在することも、外部にあることもできないからである。世界は外部にあるが、世界の記述は外部にはない。世界の記述のみが真または偽となりうる。人間の記述活動に助けられていない世界それ自体には、そのようなことはできない。（5頁）
このような見解は、ローティに哲学の最も基本的な前提の多くを疑問視させることになった―また、彼がポストモダン/脱構築主義の哲学者として理解される結果ともなった。実際、1980年代後半から1990年代にかけて、ローティは大陸哲学の伝統に焦点を当て、フリードリヒ・ニーチェ、マルティン・ハイデッガー、ミシェル・フーコー、ジャン＝フランソワ・リオタール、ジャック・デリダの作品を検討した。この時期の著作には『偶然性・アイロニー・連帯』（1989年）、『ハイデガーとその他の人々についての論文：哲学論文II』（1991年）、『真理と進歩：哲学論文III』（1998年）がある。後者の2作品は、2つの伝統が対立するのではなく補完し合うと主張することで、分析哲学と大陸哲学の二分法を架橋しようと試みている。
ローティによれば、分析哲学はその自負に見合わず、自らが解決したと考えていたパズルを解決していないかもしれない。しかし、そのような自負やパズルを脇に置く理由を見出すプロセスにおいて、この哲学は思想史における重要な位置を獲得する助けとなった。エトムント・フッサールがルドルフ・カルナップやバートランド・ラッセルと共有していた必証的な確実性と最終性の探求を放棄し、そのような探求が決して成功しないと考える新しい理由を見出すことで、分析哲学は科学主義を超える道を切り開いた。それはドイツ観念論が経験論を迂回する道を切り開いたのと同様である。
人生の最後の15年間、ローティは『文化政治としての哲学（哲学論文IV）』や『我々の国を達成する』（1998年）など、著作の出版を続けた。後者は、デューイとウォルト・ホイットマンの読解に部分的に基づく政治的宣言で、批判的左派と大陸学派が主張する敗北主義的で反リベラルな反人間主義的立場に対して、進歩的でプラグマティックな左派の理念を擁護した。ローティは、これらの反人間主義的立場がニーチェ、ハイデガー、フーコーのような人物によって体現されていると感じていた。そのような理論家たちは「倒錯したプラトン主義」にも陥っており、そこでは包括的で形而上学的な「崇高な」哲学を作り出そうとしていた―これは実際には、アイロニストで偶然的であるという彼らの中核的主張と矛盾していた。
エドゥアルド・メンディエタによれば、「ローティは自身を『ポストモダンのブルジョワ・リベラル』と称していたが、学術的左派を批判もしていた。ただしそれは真理に反対するからではなく、非愛国的であるからだった。真理についてのローティの禅的態度は、政治的相対主義の一形態―マキャヴェッリ的な政治のタイプ―と容易に混同されうるものだった」。
スタンフォード大学への移籍後のローティの最後の著作は、現代生活における宗教の位置づけ、リベラルなコミュニティ、比較文学、そして「文化政治」としての哲学に関するものだった。
死の直前、彼は「生命の火」と題された作品を書いた（2007年11月号の『ポエトリー』誌に掲載）。そこで彼は自身の診断と詩の慰めについて瞑想し、次のように結論付けている：
2007年6月8日、ローティは膵臓がんにより自宅で死去した。

## 主要著作

### 『哲学と自然の鏡』
『哲学と自然の鏡』（1979年）でローティは、現代認識論の中心的問題が、心が心から独立した外的現実を忠実に表象（または「鏡映」）しようとする試みとしての心の図式に依存していると論じる。この比喩を放棄すると、基礎付け主義的認識論の企て全体が単に溶解する。
認識論的基礎付け主義者は、すべての信念は他の信念によって正当化されるという主張に内在する無限後退を避けるために、いくつかの信念は自己正当化的でなければならず、すべての知識の基礎を形成しなければならないと考える。しかしローティは、（言語内の）自明な前提に基づく議論が可能であるという考えと、（言語外の）非推論的な感覚に基づく議論が可能であるという考えの両方を批判した。
最初の批判は、分析的に真であると考えられる文、つまり事実とは独立に、その意味のみによって真であると考えられる文に関するクワインの研究に基づいている。クワインは、分析的に真である文の問題は、「未婚の男性は結婚していない」のような同一性に基づくが空虚な分析的真理を、「独身者は結婚していない」のような同義性に基づく分析的真理に「変換」しようとする試みにあると論じる。そうしようとする際には、まず「未婚の男性」と「独身者」が正確に同じことを意味することを証明しなければならないが、それは事実を考慮せずには、つまり総合的真理の領域を見ることなしには不可能である。そうすると、二つの概念は実際には異なっていることに気付く。例えば、「bachelor」は時として「学士」を意味する。したがってクワインは、「分析的文と総合的文の間の境界は単に引かれていない」と論じ、この境界または区別は「[...]経験論者の非経験的な教義、形而上学的な信仰箇条である」と結論付ける。
第二の批判は、感覚知覚において非言語的だが認識論的に関連のある「所与」が利用可能であるという経験論の考えに関するセラーズの研究に基づいている。セラーズは、言語のみが議論の基礎として機能しうると論じる。非言語的な感覚知覚は言語と両立せず、したがって無関係である。セラーズの見解では、感覚知覚に認識論的に関連のある「所与」が存在するという主張は神話である。事実は私たちに「与えられる」ものではなく、言語使用者である私たちが積極的に「取る」ものである。私たちが言語を学んだ後でのみ、私たちは観察できるようになった個別のものやその配列を「経験的データ」として解釈することが可能となる。
それぞれの批判は、単独では哲学がどのように進むべきかという構想に問題を提起するが、伝統の十分な部分を以前の抱負と共に進むために残している。ローティは、二つの批判を組み合わせると壊滅的であると主張した。私たちの議論の自明な基礎として機能できる特権的な真理や意味の領域がないため、代わりに私たちには、その道を開く信念として定義された真理、つまり何らかの形で私たちにとって有用な信念しかない。探究の実際のプロセスについての唯一価値のある記述は、ローティによれば、通常期と異常期の間、日常的な問題解決と知的危機の間を振動する諸分野の進歩の標準的な段階についてのクーン的説明であった。
基礎付け主義を否定した後、ローティは、哲学者に残された数少ない役割の一つは、以前の実践との革命的な断絶を引き起こそうとする知的なアブ（虻）として行動することであり、ローティ自身が喜んで引き受けた役割であると論じる。ローティは、各世代がすべての分野をその時代で最も成功している分野のモデルに従わせようとすると示唆する。ローティの見方では、現代科学の成功により、哲学や人文科学の学者たちは誤って科学的方法を模倣するようになった。

### 『偶然性・アイロニー・連帯』
『偶然性・アイロニー・連帯』（1989年）でローティは、ドナルド・デイヴィッドソンが（アルフレト・タルスキの研究に基づいて）発展させた非認識論的な意味論的理論を除いて、価値のある真理の理論は存在しないと論じる。ローティはまた、哲学者には二種類あると示唆する。「私的」な事柄または「公的」な事柄に携わる哲学者である。（ニーチェから適応した見方で、ローティはマルセル・プルーストやウラジーミル・ナボコフの小説にも見出す）自己を（再）創造するより大きな能力を与えてくれる私的哲学者には、公的な問題の解決は期待されるべきではない。公共哲学のためには、代わりにロールズやハーバーマスのような哲学者に目を向けることができる。ただし、ローティによれば、後者は「アイロニストになりたくないリベラル」である。ハーバーマスは自身の『コミュニケーション的理性の理論』が合理主義の更新を構成すると信じているが、ローティは後者およびあらゆる「普遍的」な主張は完全に放棄されるべきだと考える。
この著作はまた、彼の哲学と一貫した政治的ビジョンを具体的に表明する最初の試みでもあり、それは残虐性への反対によって結びついた多様なコミュニティのビジョンであり、「正義」や「共通の人間性」のような抽象的な観念によって結びついたものではない。反基礎付け主義と一貫して、ローティは「残虐性が恐ろしいという信念には、循環的でない理論的裏付けは存在しない」と述べる。
ローティはまた、自身の心的状態と哲学を表現するために使用するアイロニズムという用語を導入する。ローティはアイロニストを「言語を与えることによって彼女を人間にした社会化のプロセスが、間違った言語を与えてしまい、そのため間違った種類の人間にしてしまったのではないかと心配する人」と描写する。「しかし彼女は間違いの基準を示すことができない」。

### 『客観性・相対主義・真理』
ローティはこのエッセイ集のプロジェクトを、「自然科学と文化の残りの部分との関係についての反表象主義的説明を提供しようとする」試みとして描写する。『客観性・相対主義・真理：哲学論文集第1巻』（1990年）に収められたエッセイの中には、「哲学に対する民主主義の優先性」があり、そこでローティは共同体主義の批判者たちに対してロールズを擁護する。ローティは、リベラリズムは「哲学的前提なしでやっていける」と論じる一方で、共同体主義者たちに対して「共同体を自己の構成要素とする自己概念は、リベラル・デモクラシーとうまく適合する」と譲歩する。さらに、ローティにとってロールズはハーバーマスと比較することができ、E・メンディエタの言葉を借りれば、アメリカ版のハーバーマス、つまり「私たちが持っているのはコミュニケーション的理性と公的理性の使用だけだと考えた啓蒙の人物であり、これらは同じことの二つの異なる名前―公衆が集団的にどのように生きるかを決定し、何が公共善の目標であるべきかを決定するために理性を使用すること―である」とされる。
ローティにとって、社会制度は「普遍的で非歴史的な秩序を具現化しようとする試みというよりも、協力の実験として考えられるべき」である。

### 『ハイデガーとその他の人々についての論文』
この文章で、ローティは主に大陸の哲学者マルティン・ハイデガーとジャック・デリダに焦点を当てる。彼は、これらのヨーロッパの「ポスト・ニーチェ主義者たち」が、形而上学を批判し真理の対応説を拒絶するという点で、アメリカのプラグマティストたちと多くを共有していると論じる。以前の著作で論じたことを取り上げ発展させ、ローティはデリダは哲学的（または文学的）な「方法」の発明者としてではなく、西洋哲学の伝統を迂回しようとした面白い作家として見るときに最も有用であると主張する。この文脈で、ローティはポール・ド・マンのようなデリダの追随者たちが脱構築的文学理論を真剣に受け取りすぎていると批判する。

### 『アメリカ未完のプロジェクト』
『アメリカ未完のプロジェクト――20世紀アメリカにおける左翼思想』（1998年）で、ローティは、左派の二つの側面として見なすものを区別する。文化的左派と進歩的左派である。彼は、フーコーのようなポスト構造主義者やリオタールのようなポストモダニストに例示される文化的左派を、社会の批判は提供するが、代替案を提供しない（あるいは漠然としすぎていて放棄に等しい代替案しか提供しない）として批判する。これらの知識人は社会の病について洞察に満ちた主張をしているが、ローティは彼らが代替案を提供せず、時には進歩の可能性さえ否定していると示唆する。一方、ローティにとってプラグマティストのジョン・デューイ、ホイットマン、ジェイムズ・ボールドウィンに例示される進歩的左派は、より良い未来への希望を優先する。ローティは、希望なしには変化は精神的に考えられず、文化的左派は冷笑主義を生み出し始めていると論じる。ローティは進歩的左派をプラグマティズムの哲学的精神において行動していると見なす。

## 人権について
ローティの人権の概念は感情の概念に基礎づけられている。彼は、歴史を通じて人間は特定の集団を非人間的または亜人間的とみなす様々な手段を考案してきたと主張した。合理主義的（基礎付け主義的）な用語で考えることはこの問題を解決しないと彼は主張した。ローティは感情教育を通じて人権侵害の発生を防ぐため、グローバルな人権文化の創造を提唱した。彼は、他者の苦しみを理解するために共感の感覚を創造するか、あるいは他者に共感を教えるべきだと論じた。

## 希望について
ローティは、哲学者ニック・ゴールが「無限の希望」または一種の「憂鬱な改良主義」と特徴づけるものを提唱する。この見解によれば、ローティは確実性への基礎付け主義的希望を、永続的な成長と絶え間ない変化への希望に置き換える。彼はこれによって、現在では想像できない新しい方向へと会話と希望を向けることが可能になると信じている。
ローティは1982年の著書『プラグマティズムの帰結』 でこの無限の希望を明確に表現し、そこで卸売的希望対小売的希望という枠組みを適用する。ここで彼は次のように述べる：「プラグマティズムの第三の、そして最後の特徴づけを提供することで要約させていただきたい：それは、会話的な制約以外に探究への制約は存在しないという教説である―対象の性質や、心の性質や、言語の性質から導き出される卸売的制約は存在せず、ただ私たちの仲間の探究者たちの発言によって提供される小売的制約だけが存在する」。

## 受容と批判
ローティは最も広く議論され、論争を呼ぶ現代の哲学者の一人であり、彼の著作は分野の他の多くの尊敬される人物たちから思慮深い反応を引き出している。例えば、ロバート・ブランダムの選集『ローティとその批判者たち』では、ローティの哲学はドナルド・デイヴィッドソン、ユルゲン・ハーバーマス、ヒラリー・パトナム、ジョン・マクダウェル、ジャック・ブーヴレス、ダニエル・デネットらによって議論されている。2007年、ロジャー・スクルートンは次のように書いた：「ローティは、真理ではなくコンセンサスが重要であると装いながら、コンセンサスを自分たちのような人々の観点から定義することによって、自分の意見を批判から免れたものとして提示する思想家たちの中で最も傑出していた」。ラルフ・マーヴィン・トゥマオブは、ローティがジャン＝フランソワ・リオタールのメタナラティブの影響を受けており、「ポストモダニズムはローティの著作によってさらに影響を受けた」と付け加えている。
マクダウェルは、特に『哲学と自然の鏡』（1979年）からローティの強い影響を受けている。大陸哲学では、ユルゲン・ハーバーマス、ジャンニ・ヴァッティモ、ジャック・デリダ、アルブレヒト・ヴェルマー、ハンス・ヨアス、シャンタル・ムフ、サイモン・クリッチリー、エサ・サーリネン、マイク・サンドボーテらが様々な形でローティの思想の影響を受けている。アメリカの小説家デヴィッド・フォスター・ウォレスは、短編集『忘却：物語集』の中の短編に「哲学と自然の鏡」というタイトルを付け、批評家たちはウォレスのアイロニーに関する著作の一部にローティの影響を見出している。
スーザン・ハークはローティのネオプラグマティズムの激しい批判者である。ハークはローティがプラグマティストであるという主張自体を批判し、『我々プラグマティストたち』という短い劇を書いた。そこではローティとチャールズ・サンダース・パースが、彼ら自身の著作からの正確な引用のみを用いて架空の会話を行う。ハークにとって、ローティのネオプラグマティズムとパースのプラグマティズムを結びつけるものは名前だけである。ハークは、ローティのネオプラグマティズムは反哲学的で反知性的であり、人々をさらに修辞的操作に晒すものだと考えている。
ローティは公言されたリベラルであったが、彼の政治哲学と道徳哲学は左派の論者たちから攻撃を受けており、その一部の人々は、それらが社会正義のための不十分な枠組みであると考えている。ローティはまた、科学が世界を描写できるという考えを拒絶したことでも批判された。『偶然性・アイロニー・連帯』に対する一つの批判は、ローティの哲学的英雄であるアイロニストがエリート主義的な人物であるというものである。ローティは、ほとんどの人々は「常識的に唯名論者で歴史主義者」であるが、アイロニストではないと論じる。彼らは超越的なものに対する個別的なものへの継続的な注意（唯名論）と、他の個人と並んで偶然的な生きられた経験の連続の中での自分の位置についての認識（歴史主義）を組み合わせるが、アイロニストのように結果として生じる世界観について継続的な疑いを持つ必要はない。アイロニストとは、「自分の終局の語彙について根本的で継続的な疑いを持つ」、つまり「人間が自分たちの行動、信念、生活を正当化するために用いる一連の言葉」について疑いを持ち、「彼らの語彙で表現された議論がこれらの疑いを裏付けることも解消することもできないことを認識」し、「自分の語彙が他の語彙よりも現実に近いとは考えない」人物である。一方、イタリアの哲学者ジャンニ・ヴァッティモとスペインの哲学者サンティアゴ・サバラは、2011年の著書『解釈学的共産主義：ハイデガーからマルクスへ』で次のように述べている：「リチャード・ローティと共に、私たちも「現代の学術的マルクス主義者たちがマルクスとエンゲルスから受け継いでいる主要なものは、協同的共同体の探求は科学的であるべきで、ユートピア的であるべきではなく、認識的であるべきで、ロマン主義的であるべきではないという確信である」というのは欠陥だと考える。私たちが示すように、解釈学は、科学の知識とは対照的に、現代の普遍性ではなくポストモダンの個別主義を主張するため、ローティが言及するすべてのユートピア的でロマン主義的な特徴を含んでいる」
ローティは自身の見解を支持するために、しばしば広範な他の哲学者たちを引用するが、彼らの著作についての彼の解釈は争われてきた。彼は再解釈の伝統から研究しているため、他の思想家たちを「正確に」描写することには関心がなく、むしろ文学批評家が小説を使用するのと同じように使用している。彼のエッセイ「哲学の歴史記述法：四つのジャンル」は、彼が哲学史上の偉大な思想家たちをどのように扱うかについての徹底的な記述である。『偶然性・アイロニー・連帯』で、ローティは自身の著作を批判する人々を、彼らの哲学的批判がローティ自身の哲学の中で明示的に拒絶されている公理を用いて行われていると論じることで、武装解除しようとする。例えば、彼は非合理性の主張を日常的な「他者性」の肯定として定義し、したがって―ローティは論じる―非合理性の告発は「あらゆる」議論の中で予期されうるものであり、単に脇に置かれなければならない。

## 受賞歴と栄誉
- 1973年：グッゲンハイム・フェローシップ[55]
- 1981年：マッカーサー・フェローシップ[16]
- 1983年：アメリカ芸術科学アカデミー会員に選出[56]
- 2005年：アメリカ哲学協会会員に選出[57]
- 2007年：トーマス・ジェファソン・メダル（英語版）、アメリカ哲学協会より授与[58]

## 著作
単著・共著
- Philosophy and the Mirror of Nature. Princeton: Princeton University Press, 1979.

野家啓一監訳、『哲学と自然の鏡』、産業図書、1993年。
- Consequences of Pragmatism. Minneapolis: University of Minnesota Press, 1982. ISBN 978-0816610631

室井尚・吉岡洋・加藤哲弘・浜日出夫・庁茂訳、『哲学の脱構築――プラグマティズムの帰結』、御茶の水書房版、1985年。
文庫版『プラグマティズムの帰結』、筑摩書房、2014年。
- Contingency, Irony, and Solidarity. Cambridge: Cambridge University Press, 1989. ISBN 978-0521353816

齋藤純一・山岡龍一・大川正彦訳、『偶然性・アイロニー・連帯――リベラル・ユートピアの可能性』、岩波書店、2000年。
- Philosophical Papers vols. I-IV:
  - Objectivity, Relativism and Truth: Philosophical Papers I. Cambridge: Cambridge University Press, 1991. ISBN 978-0521353694
  - Essays on Heidegger and Others: Philosophical Papers II. Cambridge: Cambridge University Press, 1991.
  - Truth and Progress: Philosophical Papers III. Cambridge: Cambridge University Press, 1998.
  - Philosophy as Cultural Politics: Philosophical Papers IV. Cambridge: Cambridge University Press, 2007.

冨田恭彦・戸田剛文訳、『文化政治としての哲学』、岩波書店、2011年。
- Mind, Language, and Metaphilosophy: Early Philosophical Papers Eds. S. Leach and J. Tartaglia. Cambridge: Cambridge University Press, 2014. ISBN 978-1107612297.
- Achieving Our Country: Leftist Thought in Twentieth Century America. Cambridge, MA: Harvard University Press, 1998. ISBN 978-0674003118

小澤照彦訳、『アメリカ未完のプロジェクト――20世紀アメリカにおける左翼思想』、晃洋書房、2000年。
- Philosophy and Social Hope. New York: Penguin, 2000.

須藤訓任・渡辺啓真訳、『リベラル・ユートピアという希望』、岩波書店、2002年。
- Against Bosses, Against Oligarchies: A Conversation with Richard Rorty. Chicago: Prickly Paradigm Press, 2002.
- The Future of Religion with Gianni Vattimo Ed. Santiago Zabala. New York: Columbia University Press, 2005. ISBN 978-0231134941
- An Ethics for Today: Finding Common Ground Between Philosophy and Religion. New York: Columbia University Press, 2005. ISBN 978-0231150569
- What's the Use of Truth with Pascal Engel, transl. by William McCuaig, New York: Columbia University Press, 2007. ISBN 9780231140140
- What Can We Hope For?: Essays on Politics, ed. by C. Voparil and W. P. Malecki. Princeton: Princeton University Press, 2022. ISBN 9780691217529

編著書
- The Linguistic Turn, Essays in Philosophical Method, (1967), ed. by Richard M. Rorty, University of Chicago press, 1992, ISBN 978-0226725697 (an introduction and two retrospective essays)
- Philosophy in History. ed. by R. Rorty, J. B. Schneewind and Quentin Skinner, Cambridge: Cambridge University Press, 1985 (an essay by R. Rorty, "Historiography of philosophy", pp. 29-76)

日本オリジナル翻訳論文集
- 冨田恭彦訳、『連帯と自由の哲学――二元論の幻想を超えて』、岩波書店、1988年。
- 冨田恭彦訳、『ローティ論集―ー「紫の言葉たち」／今問われるアメリカの知性』、2018年。